# Renovering
Renovering (af det latinske ord renovare "forny") betyder at man forbedrer eller genskaber en genstand, der over tid måtte være blevet ændret (forværret), sådan at det genskabes til tilstand, som svarer til nyt.
Renovering kan være udskiftning af materialer eller montering af nye elementer. En mindre indgribende form for vedligeholdelse for renovering er restaurering.